# Iacob Psantir
Iacob Psantir sau Iakov ben Așer Zelig Psantir  (în idiș și ebraică:יעקב פסנתיר n.6 iunie 1820 - d.22 martie 1901 sau  25 ianuarie 1902) a fost un muzician și istoric evreu român, interpret de muzică lăutărească și klezmer și pionier al cercetării istoriei evreilor din România.  A scris cu precădere în limba idiș.          

## Biografie

### Copilărie
Iacob Psantir s-a născut in 1820 la Botoșani, în Principatul Moldovei. Tatăl său, Așer Zelig, a lucrat ca traducător în slujba lui Scarlat Callimachi

precum și pentru consulul Franței la Iași, din care cauză era poreclit Franțuzul.În anul 1831 tatăl a murit, căzând victimă epidemiei de holeră și familia s-a mutat la Iași, unde Iacob a urmat o școală tradițională evreiască Talmud Tora, la care a deprins rugăciunile, a studiat Tora și o introducere în Talmud în limba idiș. În paralel a învățat scrisul și cititul în limba română.

### Cariera muzicală
La vârsta de 13 ani a început să învețe cântatul din cobză și la țambal și mai târziu a înfiintat ca se întrețină, la Fălticeni, un taraf ambulant de lăutari alcătuit din romi și evrei. Cu acest taraf a făcut turnee prin Țările Române și în vecinătate, în Imperiul Rus - în Basarabia și Crimeea, precum și în teritoriul actual al Bulgariei și Turciei sub control otoman
După numele țambalului (în turcă și persană santur sau santir, în greaca și ebraica din acea vreme -  psaltirion, respectiv psantir) a devenit cunoscut ca Iacob Psantir.

### „Cel dintâi cronicar al evreilor din România”
Familia lui Psantir trăia de mai multe generații în Principatul Moldovei și, după spusele lui Psantir, morminte la cimitirul evreiesc din Suceava erau o dovadă a cel puțin două secole de vechime în țară.
În aminitirile sale Psantir amintește cum la 1 ianuarie 1855 cand a jucat cu taraful sau la Mănăstirea Băbeni   fața unor boieri moldoveni și munteni, a asistat la o dispută între oaspeți cu privire la emanciparea romilor și a evreilor. Boierii munteni erau de părere ca evreii sunt recent veniți în Principate din Galiția și Rusia, nu cunosc limba și obiceiurile țării și nu li se cuvin drepturi cetățenești. Starostele grec Anania l-a invitat pe Psantir, pe care îl lua drept evreu turc, să-și spună părerea. Psantir le-a povestit despre rădăcinile adânci ale familiei sale în Moldova. 
După detronarea lui Alexandru Ioan Cuza în anul 1866, când în Principatele Unite s-a dezlănțuit o campanie de propagandă împotriva evreilor, priviți ca alogeni, Psantir s-a decis să se dedice cercetării și scrisului despre istoria familiei sale și în general a evreilor din România. El a purces la studierea mormintelor vechi din cimitirile evreilor de pe cuprinsul țării
Între alte descoperiri, Psantir a găsit la vechiul cimitir evreiesc din Bacău o piatră funerară din anul 1703, deasupra mormântului unui evreu numit Aharon ben Yosef. În vechiul cimitirul evreiesc din cartierul Ciurchi din Iași Psantir a copiat douăsprezece inscripții ebraice de pe mormintele unor rabini din secolul al XIX-lea.. La București, în centrul cimitirului vechi din strada Sevastopol (distrus în timpul regimului Antonescu) Psantir a descoperit o piatră de mormânt din anul 1682   și alta din 1716. </ref>La Moinești a descris o piatră de mormânt din 1748.
iar la Piatra Neamț a descris un mormânt din 1676-1677 „al logodnicei Reizel bat Israel Halevi”, o piatra funerară din 1688 a „Doamnei Yente bat Eliezer”

În afară de cercetarea mormintelor, Psantir a strâns informații din povestirile bătrânilor și a cules documente vechi.Deși nu avea o educație formală și cu toate deficiențele de metodologie stiințifică, informațiile adunate de Psantir au fost o deschidere de drum a istoriografiei evreiești românești.
Mai mult decât atât, o parte mare din sursele de date pe care le-a cercetat, au fost distruse ulterior în diverse împrejurări și mărturia sa a rămas de neînlocuit. 

În prima sa carte despre istoria Țărilor Române a susținut teoria după care evrei ar fi existat pe teritoriul Daciei în secolul al VI-lea. Cărțile sale au avut mare răsunet în rândul evreilor din România și au contribuit la popularizarea istoriei evreilor din aceste meleaguri. Psantir s-a numărat printre fondatorii „Societății istorice Dr Iulius Barasch”din București. La ședința acesteia din 1886 s-a decis publicarea biografiei sale în semn de recunoaștere a meritelor sale în studiul istoriei evreilor români.Biografia a fost scrisă și publicată în buletinul Societății Barasch de catre lingvistul și lexicograful Lazăr Șăineanu.
În anul 1879 Psantir s-a aflat pe lista celor 1074 evrei candidați la primirea cetățeniei române, dar activitatea sa și vechimea familiei sale în țară nu l-au ajutat și cererea sa de împământenire a fost respinsă. 
Iacob Psantir ,care a fost unul din fondatorii azilului de bătrâni Elizabetheum din București, a murit sărac, in acest azil, în anul 1901.
Contribuția istoriografică a lui Psantir a fost apreciată în lumea evreiască,între altele, de învățați precum rabinii Moritz Lazarus din Berlin și Moritz Kayserling din Pesta,precum și rabinii Antoine Levy 
și Meyr Moritz Beck din București.

### Viața privată
Psantir a fost căsătorit de trei ori. De primele două soții a divorțat.
A treia soție, Zlata Weiss, fusese divorțată de primul ei soț  și i-a născut doi copii.

## Cărți
- 1871 ספר דברי הימים לארצות רומניה הופיע ביאשי, 225 עמודים. דפוס הרש גולדנר, (în idiș, cu titlul în ebraică: Midivrei hayamim leartzot Romania) a apărut la Iași, în 225 pagini, tipografia Herș Goldner

în traducere română: Cartea de istorie pentru Țările Române
- 1873 קורות היהודים ברומניה הופיע בלבוב, 168 עמודים. (în idiș, cu titlul în ebraică - Korot hayehudim beRomania), în traducere română:Întâmplările evreilor în România
- 1875; 1890 ספר זכרונות הופיע בבוקרשט, 208 עמודים. Sefer zichronot (Sefer zichroines) (în idiș) (Carte de memorii)
- 1877  מזכרת ציון -  Mazkeret Tzion (titlu în ebraică)- în germană,Andenken Zions. (Ein Euszug aus den in polnischen Jargon schön gedrückten Werkehen: Chronik und Rumänische Judengeschichte), a apărut la București în traducere română de A. M. Weizenburg - include o versiune prescurtată a primelor sale două cărți
- 1886 Fermecătorul. Arătarea înșelătoriei ce mi se pare au săvârșit fermecătorii și ghicitorii de la început până în zilele noastre cu prefață de Moses Gaster editura Philip Lasăr, Craiova
- Toleranța religioasă în România - nepublicată